# Charco Hondo, Durango
Charco Hondo är en ort i Mexiko.   Den ligger i kommunen San Juan del Río och delstaten Durango, i den centrala delen av landet, 800 km nordväst om huvudstaden Mexico City. Charco Hondo ligger 1 806 meter över havet och antalet invånare är 116.
Terrängen runt Charco Hondo är platt åt sydväst, men åt nordost är den kuperad. Runt Charco Hondo är det glesbefolkat, med 9 invånare per kvadratkilometer. Närmaste större samhälle är San Juan del Rio, 8,8 km norr om Charco Hondo. Trakten runt Charco Hondo består i huvudsak av gräsmarker.